# Planetes
Planetes (jap. プラネテス) ist ein Manga (Comic) von Makoto Yukimura, der auch als Anime umgesetzt wurde. Planetes (ΠΛΑΝΗΤΕΣ) ist das griechische Wort für Wanderer, von dem sich auch das Wort Planet ableitet. Der Manga ist im Genre Science-Fiction anzusiedeln.

## Handlung
Im Jahr 2075 gehört die bemannte Raumfahrt zum täglichen Leben. Allerdings hat dadurch die Verschmutzung des Erdorbits durch Weltraummüll ein derartiges Ausmaß angenommen, dass sie eine große Bedrohung für Raumschiffe und Raumstationen darstellt. Die Trümmerräumungsabteilung der Technora Corporation gilt als Sammelbecken für die inkompetentesten Mitarbeiter der Firma. In Wirklichkeit aber ist es ein hochspezialisiertes Team von Piloten und Astronauten, die ihr Bestes geben, das Weltall von Schrott zu befreien und zu einem sichereren Ort zu machen. Unter ihnen sind Ai Tanabe, das jüngste Mitglied der Truppe, und Hachirota „Hachimaki“ Hoshino.

## Veröffentlichungen
Planetes erschien von 2000 bis 2004 im Seinen-Magazin Morning bei Kodansha und wurde in vier Bände zusammengefasst. Auf Deutsch erschien der Manga von Mai 2002 bis Mai 2005 komplett bei Planet Manga. Der vierte Band wurde in der deutschen Ausgabe, wie in der englischen Version von Tokyopop, wegen der großen Seitenzahl in zwei Bände aufgeteilt. Von März bis November 2024 veröffentlichte Carlsen Manga die Reihe erneut auf Deutsch in einer Perfect Edition in drei Bänden.
Die englischsprachige Übersetzung wurde des Weiteren in zwei Sammelbänden von Dark Horse Comics am 22. Dezember 2015 und 10. Mai 2016 erneut in Nordamerika veröffentlicht.

## Anime
Die Fernsehserie zum Manga wurde in 26 Episoden vom Studio Sunrise produziert und von Oktober 2003 bis April 2004 auf dem japanischen Fernsehsender NHK ausgestrahlt.
In Deutschland veröffentlichte die französische Vertriebsgesellschaft Beez Entertainment die Serie von 2005 bis 2006 auf sechs DVDs zu je vier bis fünf Episoden. Im deutschen Fernsehen wurde die Serie synchronisiert ab 10. August 2010 auf dem Pay-TV-Sender Animax ausgestrahlt.

### Synchronisation
Die deutsche Synchronisation stammt von Elektrofilm.
| Rolle                         | Japanischer Sprecher (Seiyū) | Deutscher Sprecher        |
| ----------------------------- | ---------------------------- | ------------------------- |
| Hachirōta „Hachimaki“ Hoshino | Kazunari Tanaka              | Constantin von Jascheroff |
| Ai Tanabe                     | Satsuki Yukino               | Jill Schulz               |
| Yuri Mihairokov               | Takehito Koyasu              | Oliver Feld               |
| Fee Carmichael                | Ai Orikasa                   | Arianne Borbach           |

In Nebenrollen sind u. a. Nobutoshi Canna, Norio Wakamoto, Tōru Ōkawa und Sōichirō Hoshi zu hören.

## Auszeichnungen
Planetes erhielt 2002 den Seiun-Preis, die höchste japanische Science-Fiction-Auszeichnung, in der Kategorie „Bester Comic“. Auf dem Internationalen Comicfestival in Angoulême erhielt Planetes 2004 den Preis für das beste Szenario.